# 凯特绍普罗尼
凯特绍普罗尼，是匈牙利贝凯什州所辖的一个村。总面积51.24平方公里，总人口1469，人口密度28.7人/平方公里（2011年1月1日）。